# 니카 무타
니카 무타(Nikah mut'ah)는 시아파(열두 이맘파) 관습으로  지참금을 지불하고 계약 결혼하는 것이다. 12파 이슬람교에서 시행하는 사적이고 언어적인 임시 결혼 계약으로, 결혼 기간과 마흐르를 미리 명시하고 합의해야 한다.  구두로 맺는 사적 계약이다. 또는 서면 형식. 이슬람의 다른 형태의 결혼과 마찬가지로 결혼 의사를 선언하고 조건을 수락해야 한다.
시아파 무슬림에 따르면, 무함마드는 니카 무트아(이라크에서는 무타아, 이란에서는 시헤라고 불리는 기한 결혼)를 승인했는데, 이는 매춘이 금지된 문화에서 성노동자들을 정당화하는 표지로 대신 사용되었다. 일부 서양 작가들은 무타가 매춘에 가깝다고 주장했다.
일부 소식통에서는 니카 무타에 규정된 최소 또는 최대 기간이 없다고 말하지만, 옥스퍼드 이슬람 사전과 같은 다른 소식통에서는 결혼의 최소 기간에 대해서는 논쟁의 여지가 있으며 최소 3일, 3개월 또는 1년의 기간이 필요하다고 지적한다.
일부 무슬림과 서구 학자들은 니카 무타와 니카 미샤가 모두 매춘을 종교적으로 제재하려는 이슬람의 무효한 시도라고 밝혔다. 자이디 시아는 무타의 결혼을 거부한다.

## 같이 보기
- 지하드 알니카
- 모쒀족